# Eduard Wirths
Eduard Wirths (Würzburg, 4 settembre 1909 – Hövelhof, 20 settembre 1945) è stato un medico tedesco.

## Biografia
Nato in un paesino vicino a Würzburg, in Baviera, nel 1909, era il maggiore di tre fratelli. Il padre scalpellino risentì molto dell'esperienza come portaferiti durante la prima guerra mondiale, ed instillò nei figli sentimenti pacifisti e liberali. Eduard fu molto influenzato da questi ideali, diventando un medico affermato e conducendo una vita sobria e scevra da vizi quali il bere e il fumo. Pur essendo un chirurgo di grande talento, si trasferì in un'area rurale vicino al suo paese natale per lavorare come medico generico, dove si sposò.
Attratto da studente dalle idee nazionalistiche entrò, nel 1933, nel partito nazista e nelle SA e l'anno seguente fu ammesso nelle SS. Qui dimostrò grande interesse per la genetica umana e la questione dell'igiene razziale e scrisse del suo amore per i compiti biologici fissati dalle SS .
Entrato nelle Waffen SS nel 1939, prestò servizio in Norvegia e partecipò agli scontri sul fronte russo fino al 1942, quando fu dichiarato inabile al combattimento a causa di una malattia cardiaca.
Come educazione né Eduard né la sua famiglia erano antisemiti, e  in un primo periodo egli si offrì addirittura di visitare pazienti ebrei clandestinamente. Successivamente abbracciò, però, gli ideali antisemiti giungendo a concludere che gli ebrei sono un pericolo per la Germania.
Dopo avere trascorso brevi periodi a Dachau ed a Neuengamme, due campi di concentramento in Germania, fu inviato ad Auschwitz nel 1942 come medico capo. Qui godeva di una grande considerazione, grazie ai suoi numerosi interventi per sconfiggere le epidemie di tifo che imperversavano nel campo e per il suo ruolo di mediatore fra i medici prigionieri, da lui considerati e rispettati, e medici e soldati nazisti. Spesso lottò affinché prigionieri e medici ebrei e polacchi fossero risparmiati dalle torture e dalle uccisioni sommarie tramite fucilazione o camera a gas. Wirths viveva, quindi, un dilaniante conflitto morale tra l'essere medico e l'essere nazista. Nonostante egli salvasse molte vite, contribuiva al funzionamento della macchina della morte di Auschwitz. Fu celebre la cartolina di Natale inviatagli dai prigionieri, che recitava: Nell'ultimo anno lei ha salvato la vita a 93000 persone. Noi non abbiamo il diritto di dirle i nostri desideri. Ci auguriamo però per noi stessi che l'anno prossimo lei rimanga qui . Sono molte le testimonianze di prigionieri salvati da lui fra cui quella di Langbein che cercò di rimuovere Wirths dalla lista di nazisti coinvolti nello sterminio trasmessa dalla BBC clandestina nel 1944.
Difatti Wirths ottenne la Croce al merito di guerra il 30 gennaio 1944, come proposto il 13 dicembre 1943 dal comandante di Auschwitz I, Arthur Liebehenschel, con la seguente motivazione: Ha fatto sì che nel KL Auschwitz il pericolo di epidemie sia diminuito al minimo e così nel complesso si è potuto mantenere lo stato di salute e la forza lavorativa degli uomini SS e anche dei detenuti.
Ma queste testimonianze si scontrano con le atrocità commesse da Wirths. Egli compì numerosi esperimenti sulle prigioniere, per studi ginecologici, asportando a molte di loro il collo uterino e provocando infezioni che si concludevano sovente con la morte o con una debilitazione tale da dover essere comunque avviate alle camere a gas.
Egli si oppose anche alle selezioni degli ebrei appena giunti nei campi di concentramento da parte di personale non medico e ottenne di poterle dirigere egli stesso.
Un medico ebreo testimoniò che egli salvò da morte certa 2000 ebrei appena giunti ad Auschwitz e selezionati per le camere a gas, dichiarandoli abili al lavoro, ma poco dopo ne selezionò altri 2000 per le camere a gas in un altro campo di concentramento. Questi dati rappresentano drammaticamente il conflitto fra il suo essere uno scrupoloso medico nazista e il suo essere un medico umano difensore dei prigionieri. Se in una lettera alla moglie del 29 novembre si dice felice di non dovere più assolvere al compito di selezionatore a causa della vicinanza delle truppe russe, solo due giorni prima le scrive del piacere provato nel vedere 599 soldati decorati con la croce di ferro per avere sedato una rivolta dei prigionieri, un gesto considerato eroico dal medico, anche se era consistito nel massacro sommario di moltissimi uomini.
Wirths rimase un convinto nazista fino alla morte. Quando i russi erano ormai giunti al campo egli si nascose e poco tempo dopo, braccato dai servizi segreti inglesi si consegnò loro. Poco prima un ufficiale inglese gli aveva detto dopo averlo salutato: Ora ho dato la mano all'uomo che porta la responsabilità della morte di quattro milioni di persone. Wirths si tolse la vita per impiccamento il 20 settembre 1945.